# 毛馬発電所 (大同電力)
毛馬発電所（けまはつでんしょ）は、かつて大阪市都島区毛馬町1丁目に存在した石炭火力発電所である。1922年（大正10年）から1944年（昭和19年）にかけて運転された。発電所出力は1万2500キロワット。
木曽川開発を手掛けた大同電力により、大阪方面における渇水期の補給用火力発電所として建設。1939年（昭和14年）に日本発送電へ出資されるも、太平洋戦争中に設備供出のため廃止された。

## 歴史
1919年（大正8年）11月、木曽川開発を展開中の福澤桃介率いる木曽電気興業と、関西の電鉄会社京阪電気鉄道により、関西地方への電力供給を目指して大阪送電（後の大同電力）が設立された。同社は木曽川筋から京都・大阪方面へ至る送電線を建設するとともに、渇水期の水力発電量の減退を補充する出力1万キロワットの火力発電所を大阪府内に新設する計画を立てた。
大阪の火力発電所は石炭輸送の都合上大阪湾に面して建設されるのが一般的であるが、需要家（京阪電気鉄道と大阪電灯）への供給や古川橋（現・門真市）に設置する大阪変電所との連絡の都合上、大阪湾付近ではなく旧淀川左岸、大阪市友渕町315番地1（当時）が用地に選ばれた。こうして建設されたのが毛馬発電所で、1921年（大正10年）10月に着工。木曽電気興業の母体名古屋電灯（後の東邦電力）が名古屋市内での渇水補給用発電所建設のために発注していた設備を転用し急いで工事を進め、翌1922年（大正11年）10月竣工、ただちに運転を開始した。発電所出力は1万2500キロワットとされた。
以後、20年近くにわたって大同電力によって運転された。逓信省電気局の資料によると、1925年度の稼働実績は計2282時間・総発電量2100万1800キロワット時、1936年度の稼働実績は計1123時間・総発電量1098万9480キロワット時であった。
1938年（昭和13年）8月、電力国家管理実施に伴い大同電力は日本発送電への設備出資命令を受命する。対象設備には毛馬発電所も含まれており、翌1939年（昭和14年）4月1日付の日本発送電設立とともに同社へ引き継がれた。出資から5年後の1944年（昭和19年）1月、比較的遊休な設備であるとして太平洋戦争下の設備供出のため廃止となり、タービン発電機1基・ボイラー6缶はすべて中国北部へ移設された。従って戦後発足の関西電力には引き継がれていない。

## 設備構成
発電所設備の概要は以下の通り。
- 本館面積 ： 457.79坪
- ボイラー
  - 設置数 ： 6缶
  - ボイラー形式 ： ハイネ型水管ボイラー
  - 汽圧 ： 250 lb/in2 (17.6 kg/cm2)
  - 汽温 ： 600 °F (316 °C)
  - 蒸発量 ： 平均32,500 lb/h (14.7 t/h)
  - 加熱面積 ： 8,060 ft2 (749 m2)
  - 燃焼方式 ： ストーカー焚き（鎖火格子給炭機設置）
  - 製造者 ： ハイネ・セーフティ・ボイラー (Heine Safety Boiler Company)
- タービン発電機
  - 設置数 ： 1台
  - 出力 ： 12,500 kW
  - タービン形式 ： パーソンズ式単流混成タービン[8]
  - 発電機形式 ： 三相交流発電機
    - 力率 : 80 %
    - 電圧 ： 11,000 V
    - 回転数 ： 1,800 rpm
    - 周波数 ： 60 Hz

  - 製造者 ： ウェスティングハウス・エレクトリック
- 主変圧器
  - 設置数 ： 3台
  - 容量 ： 5,250 kVA
  - 電圧 ： 一次＝11,000 V、二次＝最大22,000 V
  - 製造者 ： ウェスティングハウス・エレクトリック